# Euapta godeffroyi
Euapta godeffroyi is een zeekomkommer uit de familie Synaptidae.
De wetenschappelijke naam van de soort werd in 1868 gepubliceerd door Karl Semper en vernoemd naar Johan Cesar Godeffroy..